# STS-133
Denne side handler om en mission i rumfærge-programmet. For informationer om programmet, se rumfærge-programmet.
STS-133 (Space Transportation System-133) var rumfærgen Discoverys 39. og sidste rummission, den blev opsendt d. 24. februar 2011 kl 4:53 p.m. EST, 22.53 dansk tid.
Missionen medbragte forsyninger med Permanent Multipurpose Module (PMM) Leonardo, som blev efterladt på Unitys nadir-luge, samt EXPRESS Logistics Carrier 4 (ELC4) til Den Internationale Rumstation (ISS).
Det var 13. gang at Discovery blev koblet til ISS. Derudover har Discovery været koblet til den tidligere russiske rumstation Mir én gang (STS-91). Det var rumfærgen Discoverys sidste rejse ifølge planerne for afslutningen af det amerikanske rumfærge-program.
Da Discovery koblede sig til ISS, kom totalvægten op på 544,13 ton. Det var første gang at rumfartøjer fra fire rumfartsorganisationer er koblet sammen på én gang. Foruden NASA's Discovery var der ESA's Johannes Kepler, JAXA's Kounotori samt Roskosmos' ene Progress og to Sojuz TMA.

## Besætning
- Steven Lindsey (kaptajn)
- Eric Boe (pilot)
- Benjamin Drew (1. missionsspecialist)
- Michael Barratt (3. missionsspecialist)
- Stephen Bowen[3] (2. missionsspecialist)
- Nicole Stott (4. missionsspecialist)

Timothy Kopra kom til skade ved en cykelulykke, så Stephen Bowen overtog hans plads. Det er første gang at en astronaut er med på to rumfærgeflyvninger i træk.

## Missionen
Opsendelsen blev blevet udskudt flere gange, den var oprindelig sat til opsendelse i september måned 2010 første gang.
Discovery blev opsendt d. 24. februar 2011 kl. 4:53 p.m. EST, men der var postyr til de sidste sekunder før afgang. En af forsvarets centrale computere var tæt på at hindre opsendelsen, med kun få sekunder tilbage af opsendelsesvinduet fik rumfærgen lov til at "lette"
. Der var forinden blevet målt høj varme i cockpittet og da døren til rumfærgen blev forseglet, faldt et lille stykke af varmeskjoldet. Forhindringerne blev hurtigt undersøgt og afskrevet, men der var mange, inden for en kort periode før start. Efter opsendelsen faldt der, som der ofte gør, skumstykker på varmeskjoldet, og som sædvanligt skal det undersøges om det udgør en fare. På forkanten af vingen er der detekteret skader der skal undersøges .
Discovery blev undersøgt på missionens anden dag.
På missionens tredje dag blev Discovery, efter en mindre forsinkelse, koblet til Den Internationale Rumstation  .
Missionens fjerde dag blev brugt til udpakning, overførsel af fragt, mediekonference og forberedelser til næste dags rumvandring. NASA fandt, på baggrund af missionens anden dags undersøgelser, ikke er behov for yderligere undersøgelse af varmeskjoldet på missionens sjette dag  .
På missionens femte dag gik Stephen Bowen og Benjamin Drew på missionens første rumvandring, det var også første gang Benjamin Drew var på rumvandring. Rumvandringen varede 6 timer og 34 minutter og forløb nogenlunde som planlagt   .
Den sjette dag blev det permanente modul opsat og installeret, modulet har tidligere været brugt til transport frem og tilbage mellem jorden og rumstationen. Idet det er rumfærgernes sidste missioner, blev modulet ombygget til at være permanent opbevaringsplads på rumstationen .
Syvende dag blev missionens rumvandring nummer to udført igen af Stephen Bowen og Benjamin Drew

Ottende dag var hviledag og besætningen havde en kort telefonkonference med præsident Barak Obamar og senere også andre mediekonferencer.
På niende dag blev PMM udpakket en falsk røgalarm drillede og mediekonferencer .
Tiende dag afskedsceremoni lukning af luge mellem rumfærgen og rumstation
.
Ellevfte dag afkobling og retur mod Jorden og "Late inspection" sidste inspektion af varmeskjoldet
.
Discovery's tolvte dag i rummet gik med forberedelse til næste dags landing og en enkelt mediekonference .

På missionens trettende dag landede Discovery på Kennedy Space Center d. 9. marts klokken 11:58am (EST) lokal tid, 17:58 dansk tid. Det var rumfærgen Discoverys sidste landing, sandsynligvis anbringes Discovery på et museum .
Tidsplan
1. dag – Opsendelse fra KSC 
2. dag – Undersøgelse af varmeskjold 
3. dag – Ankomst og sammenkobling rumfærge/rumstation. Opsætning af ECL 4 
4. dag – Overførsel af fragt 
5. dag – Første rumvandring: Stephen Bowen og Benjamin Drew 
6. dag – PPM påsættes Unity. Hvis der er behov for yderligere undersøgelse af varmeskjoldet udførtes dette 
7. dag – Anden rumvandring: Stephen Bowen og Benjamin Drew 
8. dag – Overførsel af fragt og delvis hviledag 
9. dag – Mediekonferencer, overførsel af fragt, delvis hviledag. 
10 dag ekstra dag – Dør mellem rumfærge og station lukkes 
11. dag – Frakobling 
12. dag – Forberedelse til landing 
13. dag – Landing KSC 

### Nyttelast
Permanent Multipurpose Module (PMM)
En ændret udgave af Multi-Purpose Modulet "Leonardo".
ExPRESS Logistics Carrier (ELC)
ExPRESS Logistics Carrier 4
Robonaut
Astronaut-robot er en menneskelignende robot. Robotten transporteres med PMM modulet til ISS .
- PMM Leonardo
- Robonaut2
- ELC 4

Hovedartikler: